# Locust Grove (Géorgie)
Pour les articles homonymes, voir Locust Grove.
Locust Grove est une ville américaine située dans le comté de Henry, en Géorgie. Selon le recensement de 2020, sa population est de 8 947 habitants.